# Русские слова китайского происхождения

Заимствования из китайского языка, вошедшие в русскую речь, довольно немногочисленны. Несмотря на достаточно длительную историю российско-китайских отношений, китайский язык никогда не пользовался популярностью в России. Даже в приграничных с Китаем областях общение с китайцами традиционно велось на русском языке. В силу этого заимствований, пришедших из русского языка в китайский, значительно больше.
Известный лексикограф Макс Фасмер в своем фундаментальном труде «Этимологический словарь русского языка» насчитывает только восемь китайских заимствований.
После активизации политических, культурных и экономических отношений между Россией и Китаем в конце XX века, процесс заимствований получил новое развитие.

## Список заимствований
| Русское слово   | Источник заимствования | Значение                                                                                        |
| --------------- | --- | ----------------------------------------------------------------------------------------------- |
| Баоцзы          | кит. 包子 bāozi | Китайские пирожки, приготовляемые на пару.                                                      |
| Байховый        | 白毫 báihuā, «белый волос» | Сорт чая                                                                                        |
| Вок             | 鑊 кантонск. wok6 | Кастрюля, котелок, сковорода; китайская сковорода                                               |
| Гаолян          | 高粱 gāoliang | Вид сорго                                                                                       |
| Дацзыбао        | 大字报 dàzìbào | Рукописная газета, написанная крупными иероглифами                                              |
| Дао             | 道 dào | Путь, правило, принцип; религиозное учение; термин китайской философии                          |
| Димсамы         | 點心 кантонск. dim2 sam1 | Лёгкие закуски                                                                                  |
| Жемчуг          | 珍珠 zhēnzhū | Жемчуг                                                                                          |
| Женьшень        | 人参 rénshēn | Лекарственное растение                                                                          |
| Инь             | 阴 yīn | Пасмурный, сумрачный, коварный; отрицательное (женское) начало мироздания в китайской философии |
| Кетчуп          | 鮭汁 амойск. kê-chiap | Томатный соус (в оригинале — рыбный).                                                           |
| Кумкват         | 金橘 кантонск. gam1 gwat1 (рус. — золотой апельсин) | Плод некоторых цитрусовых растений, выделяемых в особый подрод Фортунелла (лат. Fortunella).    |
| Кунфу           | 功夫 gōngfu | Работа, труд, мастер; вид боевых искусств (гунфу)                                               |
| Личи            | 荔枝 lìzhī | Плодовое растение, китайская слива.                                                             |
| Лунцзин         | кит. трад. 龍井茶, упр. 龙井茶, пиньинь lóngjǐngchá | Разновидность зелёного чая из Ханчжоу, провинция Чжэцзян, Китай.                                |
| Манты (Маньтоу) | 馒头 mántóu | Китайская булочка (маньтоу).                                                                    |
| Пиньинь         | 拼音 pīnyīn | Стандартная транслитерация китайского языка                                                     |
| Рамэн, Лагман   | кит. 拉麵кит. 拉面 lāmiàn, через японское яп. ラーメン (rāmen) | Пшеничная лапша.                                                                                |
| Пипа            | 琵琶 pípa | Китайская лютня.                                                                                |
| Позы            | кит. 包子 bāozi | Бурятские манты.                                                                                |
| Путунхуа        | 普通话 pǔtōnghuà | Литературный китайский язык (неверно: «мандарин»)                                               |
| Тайфун          | 台风 táifēng | Региональное название циклона                                                                   |
| Тайцзицюань     | 太极拳 tàijíquán | Оздоровительная гимнастика, вид борьбы (тайцзи, тайчи)                                          |
| Тофу            | яп. 豆腐 то:фу, кит. 豆腐 или 荳腐, dòufǔ (доуфу) | Пищевой продукт из соевых бобов                                                                 |
| Улун            | кит. 烏龍, wū lóng, «Чёрный дракон» | Красный чай, бирюзовый чай, полуферментированный чай.                                           |
| Ушу             | 武术 wǔshù | Вид боевых искусств                                                                             |
| Фанза           | 房子 fángzi | Небольшой дом, хижина                                                                           |
| Фэншуй          | 风水 fēngshuǐ | Ветер+вода; геомантия                                                                           |
| Хунвэйбин       | 红卫兵 hóngwèibīng | Красный караульный; участник молодёжных отрядов в годы культурной революции                     |
| Хунхуз          | 红胡子 hónghúzi | Бандит, вооружённый грабитель                                                                   |
| Хутун           | 胡同 hútong | Старая, небольшая улочка                                                                        |
| Цзяоцзы         | 饺子 jiǎozi | Китайские пельмени (неизменяемое), см. также Гёдза.                                             |
| Ципао           | 旗袍 qípáo | Традиционное шанхайское женское платье.                                                         |
| Цигун           | 气功 qìgōng | Дыхательная гимнастика                                                                          |
| Чай             | 茶 chá | Чай                                                                                             |
| Чау-чау         | англ. chow-chow; кит. упр. 鬆獅犬, палл. сунши-цюань, буквально: «собака — лохматый лев», также кит. упр. 唐犬, палл. тан-цюань, буквально: «собака династии Тан» | Сторожевая собака, компаньон, одна из древнейших пород собак.                                   |
| Шарпей          | кит. 沙皮, «песчаная шкура» | Порода сторожевых, охотничьих и бойцовых собак                                                  |
| Ши-тцу          | кит. 獅子, шицзу, лев | Одна из древнейших пород собак.                                                                 |
| Ян              | от 阳 yáng | Солнце; положительное (мужское) начало мироздания в китайской философии                         |

Само слово «Китай» происходит от названия племени кидани, в древности населявших территорию современной Внутренней Монголии и Республики Монголия.
Слово «мандарин» — как название фрукта, так и чиновника — происходит из санскрита (मन्त्रिन् IAST: mantrin — министр, советник).